# Medeina
Medeina var trädens, skogens och djurens gudinna inom den litauiska ursprungsreligionen.